# جکی بگنانی
جکی بگنانی (به انگلیسی: Jackky Bhagnani) (زاده ۲۵ دسامبر ۱۹۸۴) بازیگر هندی است.
از کارهای معروف او می‌توان به بازی در فیلم‌های کی میدونه فردا چی میشه؟ و سرزمین جوانان اشاره کرد.